# Ник Џонас
Николас Џери Џонас (енгл. Nicholas Jerry Jonas; Далас, 16. септембар 1992) амерички је певач, текстописац, глумац и продуцент, најпознатији као некадашњи члан поп-рок бенда Џонас брадерс, који је основао са браћом Џоом и Кевином. Првобитно је Ник требало да има соло каријеру, али када су Кевин и Џо послужили као пратећи вокали, продуценту се свидео њихов глас и бенд је основан. Заједно с браћом, глумио је у Дизнијевој ТВ-серији Џ.О.Н.А.С., где је тумачио улогу Ника Лукаса, као и у филмовима Рокенрол камп и Рокенрол камп 2, где је тумачио улогу Нејта Греја. Његова песма Home коју је написао за главну тему анимираног филма Фердинанд из 2017. године, била је номинована за престижну награду Златни глобус за најбољу оригиналну песму.

## Живот и каријера

### 1992—2006: Детињство и почетак каријере
Николас Џери Џонас се родио у Даласу, Тексас, 16. септембра 1992. године. Његов отац, Пол Кевин Џонас је бивши руководилац цркве Скупштине Божије, текстописац и музичар, а мајка Дениз Џонас (рођ. Милер) бивша учитељица знаковног језика и певачица. Ник има млађег брата Френкија (рођ. 2000), и старију браћу Џоа (рођ. 1989) и Кевина (рођ. 1987). Одрастао је у Вајкофу, Њу Џерзи, и школовао се код куће, од стране мајке. Ник је имао шест година, када га је открио менаџер док је певао у фризерском салону у ком је био с мајком. Прву улогу у бродвејском мјузиклу је добио са седам година. Глумио је у мјузиклима као што су Ени, Лепотица и звер, Божићна прича, Моје песме, моји снови, Лак за косу и Јадници. Прву песму, под називом Joy to the World (A Christmas Prayer), написао је са оцем са само 10 година. Након тога, потписује уговор са Коламбија рекордсом. Године 2004, издаје епонимни деби албум Николас Џонас у ограниченом тиражу. На албуму се нашло 11 песама, које је написао већим делом са оцем, а неке и са старијом браћом, који су били пратећи вокали. Новом директору Коламбија рекордса, Стиву Гринбергу, допао се глас момака, и године 2005. створен је бенд Џонас брадерс. Исте године, објављују свој деби албум It's About Time са којим нису остварили значајан успех. Недуго затим, напуштају своју издавачку кућу, и потписују уговор са Hollywood Records-ом.

### 2007—2011: Пробој саЏонас брадерсимаи остали пројекти
У августу 2007, објављују сингл S.O.S, који их је прославио, продавши га у 1,5 милиона копија и достигавши место у топ 20 хитова на Билбордовој хот 100 листи. Прави пробој на музичку сцену постигли су са другим епонимним албум Jonas Brothers, који је продат у 2 милиона примерака и који се нашао у топ 5 Билбордове хот 100 листе.
Телевизијски деби имали су у Дизнијевој ТВ серији Хана Монтана у епизоди ‘Me and Mr. Jonas and Mr. Jonas and Mr. Jonas’. Са 10,7 милиона гледалаца, епизода је постала најгледанији телевизијски пренос ове серије. Са главном глумицом из серије, Мајли Сајрус, снимили су песму We Got the Party.
Године 2008, добијају своју ријалити емисију Jonas Brothers: Living the Dream. Серија прати живот бенда на сцени и изван ње. Емитовала се у 2 сезоне од 2008-2010. Свој филмски деби имали су 2008. у Дизнијевом филму Рокенрол камп са Деми Ловато. Филм је остварио светски успех, као и његов наставак из 2010. Исте године, њихов трећи студијски албум A Little Bit Longer достиже сам врх на Билбордовој 200 листи.
Као водећи сингл са њиховог најуспешнијег албума, издваја се Burnin' Up у ком се појављује и Селена Гомез, са којом је Џонас тада био у вези. Године 2009, објављују Jonas Brothers: The 3D Concert Experience, који према заради, постаје 6. најуспешнији концертни филм. Од 2009-2010, на Дизни каналу се емитовала њихова телевизијска серија са првом сезоном под називом JONAS и другом, под називом JONAS L.A..
Исте године, издали су свој четврти и последњи студијски албум Lines, Vines and Trying Times, који не достиже велики успех као претходни албуми. Након тога, чланови одлучују да паузирају рад бенда на неко време, и усредсреде се на соло каријере. Крајем 2009, Ник оснива своју групу Nick Jonas & the Administration. Иако су са својим деби синглом постигли успех у САД, њихов деби албум није био толико успешан. Током 2011, Ник је имао и неке телевизијске улоге, као што су у серији Mr. Sunshine и ситкому Last Man Standing.

### 2012—2015: РаспадЏонас брадерсаи повратак соло каријери
Џонас је имао гостујућу улогу у телевизијској драми и мјузиклу Смеш, где је тумачио улогу Лајла Веста, младе музичке и телевизијске звезде с обећавајућом бродвејском каријером. Године 2012, Џонас Брадерс су потврдили да раде на свом петом студијском албуму. Исте године, раскидају уговор са Hollywood Records-ом. И поред тврдњи да ће се Џонас појавити у улози судије у 12. сезони Америчког идола, био је специјални гост Деми Ловато у другој сезони X Factorа. Џонас се појавио у ријалити емисији Married to Jonas, која се бави животом његовог брата Кевина Џонаса и његове жене, Данијеле Џонас. У емисији су потврдили свој повратак на музичку сцену као бенд.
Први сингл Pom Poms издали су у априлу 2013. године. Спот за песму снимали су у Њу Орлеансу. Џонас је водио 62. по реду избор за Мис САД 2013. године и са Џонас брадерсима је наступио током вечери. Ускоро објављују и свој други сингл First Time. Бенд је отказао своју турнеју само дан пред њен почетак, због неслагања у бенду узрокованог креативним разликама у мишљењу. Чланови бенда су се званично разишли у октобру 2013. Иако је тиме отказан и излазак њиховог петог студијског албума, Ник је објавио да ће пет песама које су планиране да се нађу на албуму, бити доступне фановима ускоро. Џонас је након распада бенда започео рад на свом другом соло албуму. Такође се појавио у неколико епизода америчке крими серије Hawaii Five-0. Радио је као музички и креативни директор на Деминој турнеји Neon Lights. Био је задужен за видео садржај, гардеробу, осветљење и постављање, и аранжман песме. Тумачио је једну од главних улога у телевизијској драми Kingdom. Године 2014, издаје свој други епонимни албум Nick Jonas, са којег се као главни сингл издвојио Chains, а највећи успех постиже са песмом Jealous у којој се појављује његова тадашња девојка, Оливија Кулпо. Био је специјални гост Кристине Агилере у 8. сезони музичког такмичења The Voice. Глумио је у трилеру Careful What You Wish For  из 2015, а исте године објављује сингл Levels. Имао је гостујућу улогу у хорор комедији Краљице вриска.

### 2016-2018:Last Year Was Complicated
Исте године, након објаве свог другог студијског албума, започиње рад на свом трећем албуму. Првобитно је албум требало да се зове Unhinged, али је издат под називом Last Year Was Complicated у марту 2016. Албум је углавном добио позитивне критике и нашао се на 2. позицији Билборд 200. Као водећи сингл, издвојио се Close, у сарадњи са шведском певачицом Туве Лу. Песма је постигла комерцијални успех и нашла се у топ 20 Билборд хот 100. На албуму су се нашли и синглови Bacon, Champagne Problems и Chainsaw. Због својих доприноса као текстописац, Џонас се нашао у Хал Давидовој Дворани славних. Исте године, одлази као ко-предводник на турнеју Future Now Tour са Деми Ловато. Глумио је и у филмској драми Goat са Џејмсом Франком.
Наредне године, издаје сингл Remember I Told You у сарадњи са енглеском певачицом Ен-Мари. У септембру 2017, објавио је песму Find You. Тумачио је улогу Сиплејн Мекдонуха / Алекса Врика у америчком акционо авантуристичком филму Џуманџи: Добродошли у џунглу, да би улогу поновио у наставку из 2019. који носи назив Џуманџи: Следећи ниво. У октобру 2017, пише песму за анимирани филм Фердинанд, Home, која стиче номинацију за Златни глобус за најбољу оригиналну песму. Следеће године, издаје сингл Anywhere у сарадњи са ди-џејем и продуцентом, Мустардом. Песму су извели уживо у финалу 16. сезоне Америчког идола и на додели МТВ филмских награда. У разговору са модним часописом Тин Воугом, најавио је сарадњу са немачким ди-џејем Робином Шулцом на песми Right Now коју је написао у сарадњи са америчком певачицом Скајлар Греј. Исте године је учествовао у синхронизацији анимираног мјузикла Ружњићи, за који је такође снимио песму Ugly Truth која се нашла на званичном саундтрек албуму.

### 2019-данас: Поновно окупљањеЏонас брадерса
Почетком марта 2019. године, популарни бенд је званично објавио поновно окупљање издавањем сингла Sucker, док су пети студијски албум Happiness Begins издали почетком лета. У октобру исте године, Ник се придружује као члан жирија осамнаесте сезоне музичког такмичења The Voice. Такође је глумио у епском спектаклу Роланда Емериха Битка за Мидвеј.

## Утицаји
Џонас брадерс су још на почетку каријере привлачили пажњу јавности, посебно због тога што су носили прстен чедности, којим су се заветовали на целибат. Ник је објаснио да су он и браћа одрасли у веома религиозној породици, с оцем који је био пастор. Пре него што су започели музичку каријеру, његова породица је била позната по побожности. Певач је затим изјавио следеће: „Постојала је особа унутар наше цркве која је инсистирала на томе да млади који иду на мисе носе прстен чедности па смо тако морали и ми. То је било свима било јако чудно с обзиром на то да смо били бој бенд.” Ник каже како је након неког времена скинуо прстен јер је развио властито мишљење и своју перспективу: „Мислим да је то била добра ствар. Дала ми је заиста добру перспективу и сада ми је главно то да будем у реду с тим ко сам као мушкарац и са изборима које правим. Мислим да би сви требало да поведу добар и квалитетан разговор с родитељима или вољенима о сексу и томе шта желе да ураде са својим животом, јер то не би требало да буде табу.” Године 2015. часопис Пипл га је поставио на 10. месту најлепших мушкараца на свету.

## Приватни живот
Певачу је 2005. године дијагностикован дијабетес тип 1. Џонас је тада изјавио да су његови симптоми били губитак тежине и жеђ и да му је ниво шећера у крви износио 700, иако се нормална вредност креће од 70-120. Убрзо је био хоспитализован, а временом се навикао на болест и научио да живи са њом. Основао је фондацију Change for the Children и циљ му је да у партнерству са пет других хуманитарних организација шири свест о дијабетесу и прикупи новац за оболеле. Године 2010, учествовао је у кампањи непрофитне организације Do Something, "Teens for Jeans", понудивши да се упозна са тинејџерима који су поклонили старе фармерке сиромашној деци.
Џонас је од 2006. до децембра 2007. био у вези са бившом Дизни звездом и америчком певачицом Мајли Сајрус. Верује се да је Сајрусова управо свој хит 7 things посветила певачу након раскида. Са Селеном Гомез био је у вези 2008. године и сматра се да је разлог раскида било ривалство између Сајрусове и Гомезове. Током 2011. и 2012. био је у вези са 8 година старијом аустралијском певачицом Делтом Гудрем. Од 2013. до 2015, био је у вези са Оливијом Кулпо, Мис универзума 2012.
Почетком децембра 2018. оженио се индијском глумицон Пријанком Чопра.
Џонас има немачко, енглеско, шкотско, ирско, чироки, италијанско/сицилијанско и француско-канадско порекло. Ник свира електричну и акустичну гитару, клавир и бубњеве. Поседује чак 16 гитара. Сакупљач је бејзбол картица, а омиљени бејзбол тим су му Њујорк јенкији. Омиљени тимови у америчком фудбалу су му Далас каубојси и Њујорк џајантси. У слободно време игра бејзбол, амерички фудбал и тенис. Омиљени филм му је Џуно, а омиљена песма Superstition од Стивија Вондера. Музички узори су му Стиви Вондер, Фол аут бој, Џони Кеш, Елвис Костељо и Свичфут. Има два пса, Елвиса и Коко.

## Дискографија

### Албуми
- Nicholas Jonas (2005)
- Nick Jonas (2014)
- Last Year Was Complicated (2016)

### ЕП
- Songs from How to Succeed in Business Without Really Trying (2012)

### Синглови
- Dear God (2004)
- Joy to the World (A Christmas Prayer) (2004)
- Chains (2014)
- Jealous (2014)
- Levels (2015)
- Close (2016) (са Туве Лу)
- Bacon (2016)
- Remember I Told You (2017) (са Ен-Мари)
- Find You (2017)

### Турнеје

#### Предводник
- Who I Am Tour (2010)
- Nick Jonas 2011 Tour (2011)
- Nick Jonas Live (2014)
- Nick Jonas Live in Concert (2015)

#### Ко-предводник
- Future Now Tour (са Деми Ловато) (2016)

#### Предгрупа
- Maroon 5 World Tour 2015 (Maroon 5) (2015)
- 24K Magic World Tour (Бруно Марс) (2018)

#### Фестивали (са разним уметницима)
- The Jingle Ball Tour (2014)
- The Jingle Ball Tour (2015)
- The Jingle Ball Tour (2017)

#### Креативни и музички директор
- The Neon Lights Tour (Деми Ловато) (2014)

## Филмографија
| Улоге на филму      |                                       |               |                               |                                                      |
| Година              | Српски назив                          | Изворни назив | Улога                         | Напомена                                             |
| 2008.               | Најбоље од оба света                  |               | Себе                          | Концертни филм                                       |
| 2009.               | Џонас брадерс: 3Д Концерт             |               | Себе                          | Концертни филм                                       |
| 2009.               | Ноћ у музеју 2: Битка за Смитсонијан  |               | Черуб (глас)                  |                                                      |
| 2010.               | Јадници: 25-годишњица                 |               | Маријус Понтмерси             |                                                      |
| 2011.               | Џонас брадерс: Путовање               |               | Себе                          | Неауторизовани документарац                          |
| 2016.               | Пази шта желиш                        |               | Даг Мартин                    |                                                      |
| 2016.               | Жртвено јагње                         |               | Брет Ленд                     |                                                      |
| 2017.               | Деми Ловато: Једноставно компликована |               | Себе                          | Документарац                                         |
| 2017.               | Џуманџи: Добродошли у џунглу          |               | Сиплејн Мекдонух / Алекс Врик |                                                      |
| 2019.               | Лутајући хаос                         |               | Дејви Прентис Џуниор          | Постпродукција                                       |
| 2019.               | Џуманџи: Следећи ниво                 |               | Сиплејн Мекдонух / Алекс Врик |                                                      |
| 2023.               | Поново љубав                          |               | Џоел                          |                                                      |
| Улоге на телевизији |                                       |               |                               |                                                      |
| 2006.               | Хана Монтана                          |               | Себе                          | епизода Me and Mr. Jonas and Mr. Jonas and Mr. Jonas |
| 2007–08             | Џонас                                 |               | Ник Лукас                     | 33 епизоде                                           |
| 2008.               | Рокенрол камп                         |               | Нејт Греј                     | Телевизијски филм                                    |
| 2010.               | Рокенрол камп 2: Финални џем          |               | Нејт Греј                     | Телевизијски филм                                    |
| 2013.               | Господин Саншајн                      |               | Ели Вајт                      | епизода Employee of the Year                         |
| 2014.               | До последњег човека                   |               | Рајан Вогелсон                | епизода Last Christmas Standing                      |
| 2007.               | Смеш                                  |               | Лајл Вест                     | 2 епизоде                                            |
| 2007–08             | Само потчињеност                      |               | Усамљени плесач               | епизода Another Interruption                         |
| 2007–09             | Хаваји 5-0                            |               | Ијан Рајт                     | 3 епизоде                                            |
| 2013.               | Краљевство                            |               | Нејт Кулина                   | 40 епизода                                           |
| 2014.               | Краљице вриска                        |               | Бун Клеменс                   | 5 епизода                                            |

## Награде и номинације
| Година                          | Категорија                   | Резултат |
| ------------------------------- | ---------------------------- | -------- |
| Златни глобус                   |                              |          |
| 2017.                           | Најбоља оригинална песма     | Не       |
| Награде по избору деце          |                              |          |
| 2010.                           | Омиљени ТВ глумац            | Не       |
| 2011.                           | Омиљени ТВ глумац            | Не       |
| 2015.                           | Омиљени певач                | Да       |
| 2016.                           | Омиљени певач                | Не       |
| Награде по избору тинејџера     |                              |          |
| 2010.                           | Омиљена љубавна песма        | Не       |
| 2013.                           | Инспиративна награда Acuvue  | Да       |
| 2015.                           | Омиљени мушки извођач        | Не       |
| 2016.                           | Омиљени мушки извођач        | Не       |
| Hаграда Млади Холивуд           |                              |          |
| 2010.                           | Уметник године               | Да       |
| Европске музичке награде МТВ-ја |                              |          |
| 2014.                           | Уметник у успону             | Не       |
| МТВ видео музичке награде       |                              |          |
| 2015.                           | Најбољи спот мушког извођача | Не       |
| 2016.                           | Најбоља песма лета           | Не       |